# Inara
Pour les articles homonymes, voir Inara (homonymie).
 (décembre 2011).
Si vous disposez d'ouvrages ou d'articles de référence ou si vous connaissez des sites web de qualité traitant du thème abordé ici, merci de compléter l'article en donnant les références utiles à sa vérifiabilité et en les liant à la section « Notes et références ».
Inara est un quartier de Casablanca à proximité de Ain Chock. Il fut construit à la fin des années 70s. Il se divise en deux parties: Inara 1 et Inara 2. Construit avec les mêmes spécificités au niveau de l'urbanisme, ces deux quartiers restent distincts au niveau de la population. Elle est essentiellement composée de familles d'ouvriers et d'employés des grandes entreprises publiques du Maroc (CNSS, ONE...).
La grande partie des habitats de ce quartier sont sous forme de petites villas d’un RDC + 2 étages (voire 3 ou4). Les espaces verts font partie du centre des priorités des habitants de Inara puisqu’ils existent plusieurs parcelles de verdure au milieu des maisons ajoutant du charme et de la sérénité au quartier. 
Dans chacun des deux quartiers se trouve une mosquée, un hammam, un bureau de poste et des épiciers. En plus à Inara 1, il existe un grand centre sportif avec piscine qui faisait le bonheur des jeunes du quartier pendant l’été.
Depuis sa création Inara a connu plusieurs changements puisque le quartier isolé est devenu au centre de plusieurs nouveaux quartiers (Chrifa, hay My Abdellah, Oumaria…) qui attirent les classes moyennes en recherche d’un environnement plus calme pour y vivre. Quelques usines se sont implémentées à la limite d’Inara au début des années 1990 pour donner lieu à une zone industrielle connue au niveau national grâce aux produits textiles. 